# Regional Rugby Championship
El Regional Rugby Championship es un torneo de rugby en el que compiten los clubes de las naciones del Sudeste de Europa.

## Historia
El torneo fue fundado el año 2007 contando en su primera edición con 11 participantes provenientes de Bosnia y Herzegovina, Croacia, Eslovenia, Hungría y Serbia, coronándose como los primeros campeones los croatas de RK Nada Split.

## Campeones
| Temporada | Campeón                            | Subcampeón                         |
| --------- | ---------------------------------- | ---------------------------------- |
| 2007–08   | RK Nada Split                      | RK Pobednik                        |
| 2008–09   | RK Nada Split                      | RK Pobednik                        |
| 2009–10   | RK Nada Split                      | Esztergomi Vitézek Rugby SE        |
| 2010–11   | RK Nada Split                      | RK Pobednik                        |
| 2011–12   | RK Nada Split                      | RK Pobednik                        |
| 2012–13   | RK Nada Split                      | RK Zagreb                          |
| 2013–14   | RK Nada Split                      | HARK Mladost                       |
| 2014–15   | RK Čelik Zenica                    | RK Nada Split                      |
| 2015–16   | RK Ljubljana                       | RT Dalmacija                       |
| 2016–17   | RK Nada Split                      | RT Dalmacija                       |
| 2017–18   | RK Nada Split                      | RT Dalmacija                       |
| 2018–19   | Zagrebački Ragbi Savez             | RT Dalmacija                       |
| 2019–20   | Cancelado por pandemia de COVID-19 | Cancelado por pandemia de COVID-19 |
| 2022      | RK Nada Split                      | RT Dalmacija                       |